# Elezioni presidenziali negli Stati Uniti d'America del 2012

Voti nel Collegio Elettorale: Barack Obama/Joe Biden (332); Mitt Romney/Paul Ryan (206).

Le elezioni presidenziali negli Stati Uniti d'America del 2012 si sono tenute il 6 novembre. Esse hanno visto la vittoria di Barack Obama, Presidente uscente sostenuto dal Partito Democratico, che ha sconfitto Mitt Romney, sostenuto dal Partito Repubblicano.
Le elezioni presidenziali si sono tenute contestualmente alle elezioni parlamentari, per il rinnovo della Camera dei Rappresentanti e di 33 seggi (su 100) del Senato.
In 13 Stati si sono inoltre tenute le elezioni governatoriali. Il presidente uscente, Barack Obama, ha sconfitto il candidato repubblicano Romney, ottenendo circa 65 900 000 voti e 332 voti elettorali. Romney ha segnato però un generale recupero di consensi, ottenendo circa 61 000 000 di voti e 206 voti elettorali.

## Elezioni primarie e nomine per la candidatura
Molti sono i politici che si sono candidati per ottenere la nomination di un partito politico. Tra gennaio e giugno 2012 si sono svolti in tutti gli Stati dell'Unione le elezioni primarie, o in alcuni Stati, i caucus per la selezione dei candidati alla presidenza.

### Partito Democratico
Nel Partito Democratico non ci sono state altre candidature rilevanti oltre a quella del presidente uscente Barack Obama in quanto tutto il partito si è detto favorevole a un suo secondo mandato. La candidatura è stata ufficializzata durante la convention democratica che si è tenuta dal 3 settembre al 6 settembre a Charlotte, Nord Carolina.

### Partito Repubblicano
Il Partito Repubblicano, a differenza del Partito Democratico, non aveva candidati presidenti o vicepresidenti uscenti. I due candidati alla Casa Bianca sono stati nominati alla convention repubblicana del 27 agosto 2012 a Tampa, Florida.

### Partito Libertario
Il Partito Libertario ha scelto il suo candidato alla presidenza il 5 maggio, alla convention del partito, a Summerlin, (Nevada). Con oltre il 70% dei voti è stato scelto Gary Johnson, già candidato alle primarie repubblicane. Al momento il candidato del Partito Libertariano si è qualificato in 35 Stati (un totale di 365 Grandi Elettori).

### Partito Verde
Il Partito Verde ha scelto il suo candidato alla presidenza il 15 luglio, alla convention del partito, a Baltimora (Maryland). Al momento la candidata del Partito Verde si è qualificata in 28 Stati (un totale di 373 Grandi Elettori).

## Candidature
| Candidati  | Candidati    | Candidati      | Candidati      | Partito      | Logo | Slogan             |
| Presidente | Presidente   | Vicepresidente | Vicepresidente | Partito      | Logo | Slogan             |
| ---------- | ------------ | -------------- | -------------- | ------------ | ---- | ------------------ |
|            | Barack Obama |                | Joe Biden      | Democratico  |      | Forward            |
|            | Mitt Romney  |                | Paul Ryan      | Repubblicano |      | Believe in America |
|            | Gary Johnson |                | Jim Gray       | Libertario   |      |                    |
|            | Jill Stein   |                | Cheri Honkala  | Verde        |      |                    |

## Risultati
| Candidati    | Candidati      | Partiti                         | Voti        | %     | Delegati |
| Presidente   | Vicepresidente | Partiti                         | Voti        | %     | Delegati |
| ------------ | -------------- | ------------------------------- | ----------- | ----- | -------- |
| Barack Obama | Joe Biden      | Partito Democratico             | 65 915 795  | 51,06 | 332      |
| Mitt Romney  | Paul Ryan      | Partito Repubblicano            | 60 933 504  | 47,20 | 206      |
| Gary Johnson | Jim Gray       | Partito Libertario              | 1 275 971   | 0,99  | –        |
| Jill Stein   | Cheri Honkala  | Partito Verde degli Stati Uniti | 469 627     | 0,36  | –        |
| Altri        | -              | -                               | 490 513     | 0,38  | –        |
| Totale       | Totale         | Totale                          | 129 085 410 | 100   | 538      |

| Barack Obama |  | 51,06% |
| Mitt Romney  |  | 47,20% |
| Gary Johnson |  | 0,99%  |
| Jill Stein   |  | 0,36%  |
| Altri        |  | 0,38%  |

     Obama (332)
     Romney (206)

## Mappe

Voto popolare per contea. In blu le contee in cui la maggioranza degli elettori ha votato per Obama, in rosso le contee in cui la maggioranza ha votato per Romney
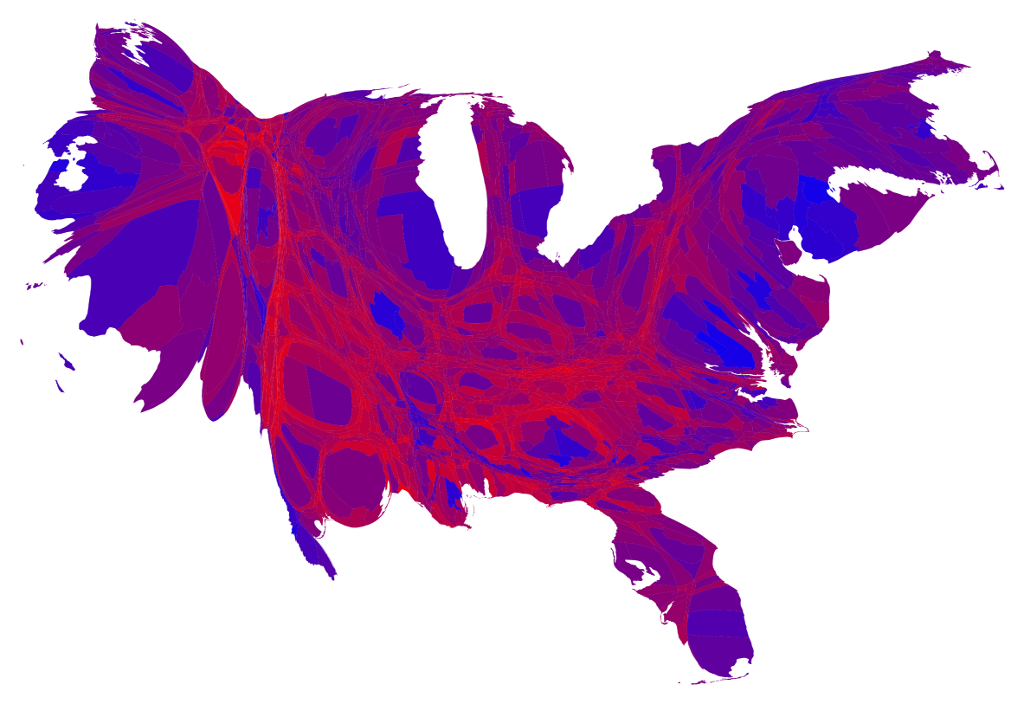
Cartogramma del voto popolare per contea, su una scala da rosso (100% per Romney) a blu (100% per Obama), con la dimensione delle contee proporzionale alla loro popolazione
Risultati del voto per il collegio elettorale: in blu gli stati i cui grandi elettori sono stati vinti da Obama, in rosso gli Stati i cui grandi elettori sono stati vinti da Romney. I numeri indicano il numero di grandi elettori per ogni stato
Cartogramma dei risultati del voto per il collegio elettorale: ogni quadrato rappresenta un grande elettore